# Byzantion (czasopismo)
Byzantion – periodyk bizantynologiczny o charakterze międzynarodowym. Został założony w 1924 roku w Brukseli przez Henri Grégoire`a. 